# Parafia Wniebowzięcia Najświętszej Maryi Panny w Parysowie
Parafia Wniebowzięcia Najświętszej Marii Panny w Parysowie – parafia rzymskokatolicka w Parysowie. Erygowana została 4 października 1445, przez biskupa Andrzeja Bielińskiego. Obecny kościół parafialny pw. Wniebowzięcia Najświętszego Marii Panny został wzniesiony na miejscu wcześniej istniejącego  drewnianego kościoła.

## Historia
Pierwszy kościół istniał w 1318 we wsi Sieczcza koło Parysowa. Gdy ten uległ zniszczeniu, nowy kościół zbudował Florian Parys (wojewoda mazowiecki I Rzeczypospolitej) w 1539. Po pożarze tego kościoła, następny wybudowano w 1750, który przetrwał do 1914. Obecny kościół parafialny murowany, wybudowany w latach 1914-1925, konsekrowany w 1926 przez biskupa Czesława Sokołowskiego.

### Kalendarium
- 1439–1440 – budowa pierwszego kościoła.
- 4.VII.1443 – kapituła poznańska uchwaliła dokument o powstaniu parafii pod wezwaniem św. Andrzeja Apostoła.
- 4.X.1445 – biskup poznański Andrzej Bniński eryguje parafię.
- 1541–1599 – Florian Parys funduje nowy kościół pod wezwaniem Wniebowzięcia NMP i św. Andrzeja Apostoła.
- 1603 – biskup Wawrzyniec Goślicki wizytuje parafię.
- 1605 – pożar kościoła.
- 1609 – budowa nowego wraz z dwiema bocznymi kaplicami.
- 1628 – Stanisław Parys dobudował trzecią murowaną kaplicę.
- VII – Podczas potopu szwedzkiego kościół zostaje sprofanowany.
- 1 poł. VIII – pożar kościoła.
- 1750 – budowa kolejnego kościoła.
- 1866 – ks. Kazimierz Wiśniewski wybudował kaplicę na cmentarzu grzebalnym.
- 1914 – rozebranie starego drewnianego kościoła i rozpoczęcie budowy murowanego.
- 1926 – uroczysta konsekracja przez biskupa Czesława Sokołowskiego.
- 1944 – uszkodzony przetrwał pożar Parysowa.

## Zasięg parafii
Do parafii należą wierni z następujących miejscowości: Parysów, Choiny, Gołe Łąki, Gózd, Kozłów, Łukówiec, Niesadna, Niesadna-Przecinka, Starowola, Stodzew, Słup Pierwszy, Słup Drugi, Słup, Wilchta, Wola Starogrodzka i Żabieniec.